# Лауренти, Камилло
Камилло Лауренти (итал. Camillo Laurenti; 20 ноября 1861, Монте-Порцио-Катоне, Папская область — 6 сентября 1938, Рим, королевство Италия) — итальянский куриальный кардинал и ватиканский сановник. Заместитель секретаря Священной Конгрегации Пропаганды Веры с 20 октября 1908 по 12 августа 1911. Секретарь Священной Конгрегации Пропаганды Веры с 12 августа 1911 по 13 июня 1921. Префект Священной Конгрегации по делам монашествующих с 5 июля 1922 по 17 декабря 1928. Про-префект Священной Конгрегации Обрядов с 17 декабря 1928 по 12 марта 1929. Префект Священной Конгрегации Обрядов с 12 марта 1929 по 6 сентября 1938. Кардинал-дьякон с 13 июня 1921, с титулярной диаконией Санта-Мария-делла-Скала с 16 июня 1921 по 16 декабря 1935. Кардинал-протодьякон с 17 декабря 1928 по 16 декабря 1935. Кардинал-священник с титулом церкви pro illa vice Санта-Мария-делла-Скала с 16 декабря 1935.